# MUSIC FILE
MUSIC FILE（ミュージック・ファイル）は、朝日放送テレビ（ABCテレビ）で、毎日深夜に放送されていたミニ音楽番組。

## 概要
- 一日の全番組の後のクロージングの直前に放送されている、12分間の音楽番組。そのため、各日の時間編成によって、放送開始時間は変動する。2007年10月～2009年9月末までは3分間の放送であったが、2009年10月から8分間に放送時間が拡大され、2010年1月からは、同局で放送されている演歌番組『エンカメ』での映像を使用するなど、主に5～6人の演歌歌手のビデオクリップも放送されるようになり、さらに4分拡大され、12分番組となっている。
- 前半では、邦楽アーティストのプロフィールや最新情報とビデオクリップ、後半では演歌歌手のビデオクリップや最新情報を放送している。前半で取り上げるアーティストは、まだ無名の新人歌手や、各レコード会社がプッシュしている歌手が中心であるが、2010年2月現在放送されているET-KINGなど、既に人気を獲得しているアーティストのビデオクリップも放送される場合がある。
- 朝日放送の公式ホームページの番組表及びEPGでは「ミュージックファイル」、新聞のテレビ欄では「音楽F」と表記される。
- この番組終了と共にその日付のABCテレビの放送は終了となるが、現在エンディング映像は放送されておらず、すぐにフィラー放送（2011年夏ごろまで天気予報をそれぞれBGMを入れて放送していた。現在は天気予報画面の放送回数が減り、朝日放送主催・後援の音楽イベント関係のクリップ映像が放送されることが多い）が始まる。
- 2007年4月～2007年9月末までの半年の休止期間を除いては、20年近く継続されていた長寿音楽番組である。2017年3月29日の放送をもって終了。後継番組は『GAKUON!』。

## 日曜深夜放送時代
- かつては1990年代では、毎週日曜日の『CLUB紳助』の後に15分間放送されており、毎回3組のアーティストのビデオクリップをそれぞれ約3分程放送するという内容で、その後10年以上番組は日曜日深夜で継続された後、2005年3月末をもって一旦日曜日での放送を終了した。
- 日曜深夜放送時代には、現在とは異なり、当時既に人気を獲得していたアーティストのビデオクリップのみが放送されていた。（例：1994年：篠原涼子with t.komuro「恋しさと せつなさと 心強さと」）

## 木曜深夜放送時代
- その後、2005年4月より、木曜日の26:46 - 27:01に枠移動し、2006年4月よりアニメ『ガラスの艦隊』の放送が開始され、木曜日の27:16 - 27:31に繰り下がり、アニメ放送枠が終了した後の2007年1月からは、木曜日の26:46 - 27:01に戻った後、2007年3月末をもって一旦番組は終了したが、2007年10月から、火曜日～日曜日のクロージング直前の放送として復活し、そして2009年10月に全曜日での放送となり、現在に至っている。
- 木曜深夜に移動した後も、2007年3月までは、人気を獲得しているアーティストが放送される傾向は受け継がれていた（例：2006年には竹内まりや「シンクロニシティ（素敵な偶然）」、2007年3月には同じ竹内まりやの「明日のない恋」のビデオクリップが放送されている）。2007年10月の番組復活時に3分番組に変更されてから、現在の傾向に変化している。

## スタッフ
- 制作：ディヴォーション